# Houdeng-Goegnies
Houdeng-Goegnies és un antic municipi de Bèlgica, a la província d'Hainaut de la Regió valona que el 1977 va integrar-se a la ciutat de La Louvière. El 1996 tenia 8499 habitants.

## Història
El primer esment escrit del poble data del 1100. L'ortografia del nom roman força incerta, tant com la seva etimologia. Provindria del llatí Hosdinium que significaria hostal. Altres pensen que provingui del mot houx (grèvol). Goegnies provindria del llatí Gœius, un latifundista romà. L'únic element cert és la trobada de vestigis romans al territori del poble.
Succesivament, feia part dels territoris de les abadies de Saint-Feuillien du Rœulx, d'Aulne, de Saint-Denis-en-Broqueroie i de Bonne Espérance.
La riquesa agricultural (i més tard mineral) va suscitar la cobejança de molts: la casa dels Rœulx-Hainaut, dels senyors del Sart, de la Puissance et de Houdeng i per fi la casa de de Croÿ (1432-1796) quan els revolucionaris francesos van annexar el territori i abolir la noblesa.

## Economia
Ja es troben traces de l'explotació de mines de carbó des del 1299. A la revolució industrial, va caldre mitjans de comunicació de capacitat més llarga. Al segle xix va decidir-se de connectar aquest conca minera mitjançant el canal del Centre, quan la capacitat del riu Haine i del Thirau s'adveraven insuficients.